# 빙 줄리아
《빙 줄리아》(영어: Being Julia)는 캐나다에서 제작된 서보 이슈트반 감독의 2004년 코미디 드라마 영화이다. 애넷 베닝 등이 출연하였고, 로버트 랜토스 등이 제작에 참여하였다.

## 출연진
- 애넷 베닝
- 제러미 아이언스
- 숀 에번스
- 루시 펀치
- 줄리엣 스티븐슨
- 미리엄 마걸리스
- 톰 스터리지
- 브루스 그린우드
- 로즈메리 해리스
- 리타 터싱엄
- 마이클 갬본
- 실라 매카시
- 리 로슨

## 기타 제작진
- 공동 제작: 샌드라 커닝엄, 마크 머슬먼, 줄리아 로젠버그
- 라인 제작: 케번 밴톰프슨
- 배역: 존 버컨, 설레스티아 폭스
- 미술: 루시아나 아리지
- 의상: 존 블룸필드